# Descarrilamento de trem em Çorlu
O descarrilamento de trem de Çorlu foi um acidente ferroviário fatal que ocorreu em 2018 no distrito de Çorlu, na província de Tekirdağ, no noroeste da Turquia, quando um trem descarrilou, matando 24 passageiros e ferindo 318, dos quais 42 gravemente.

## Acidente

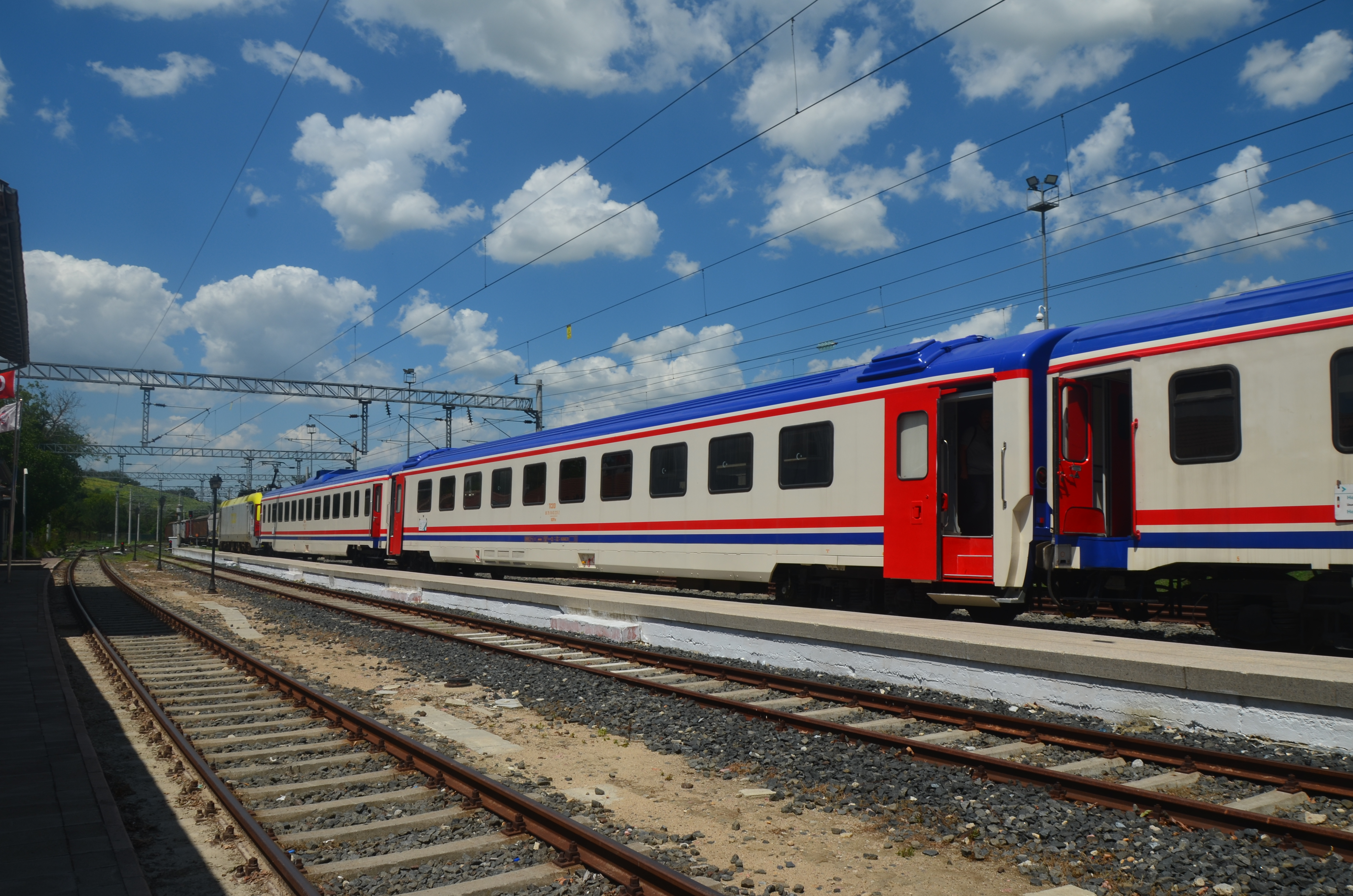
Um trem regional igual ao descarrilado

Às 17h15, horário da Turquia, em 8 de julho de 2018, cinco vagões do trem de seis carros da Uzunköprü-Halkalı Regional operando com o número de trem 12703 na ferrovia Istambul-Pythio, a caminho do Terminal Halkalı em Istambul, descarrilaram a 162 km (101 milhas) perto da vila Sarılar de Çorlu, Tekirdağ. Dos 362 passageiros e seis tripulantes a bordo, 24 foram mortos e 318 feridos. 276 passageiros levemente feridos foram liberados dos hospitais após receber tratamento, enquanto os cuidados médicos para as 42 vítimas gravemente feridas continuaram nos hospitais de Tekirdağ, Çorlu e Istambul.
O Ministério dos Transportes, Assuntos Marítimos e Comunicações da Turquia anunciou em comunicado, logo após o acidente, que o descarrilamento ocorreu depois que a via férrea saiu de sua posição original devido a chuvas torrenciais. Foi relatado que a pista estava intacta quando um trem programado passou por esse local por volta das 10h40, horário local, no mesmo dia. Chuvas fortes a uma taxa de 32 kg/m² (6,6 lb/sq ft) por hora ocorreram entre 14:20 e 15:10 na região.
As investigações revelaram que um bueiro sob a estrada de ferro entrou em colapso quando a água da enchente o arrasou lavando o solo sob sua fundação e, como resultado, o lastro da trilha sob os trilhos perdeu seu apoio. No entanto, os dormentes naquele local pareciam estar em boas condições para o engenheiro ferroviário do trem, que estava rodando a uma velocidade de 100–110 km / h (62–68 mph). A locomotiva correu sem incidentes, depois o primeiro carro descarrilou, embora permanecesse na vertical. Os cinco carros a seguir, no entanto, descarrilaram totalmente e capotaram, destruindo 400 m (1.300 pés) de trilhos.
Várias fontes de notícias russas relataram que turistas russos estavam entre os feridos. O Conselho Supremo de Rádio e Televisão impôs uma proibição temporária da transmissão do acidente.

## Consequências

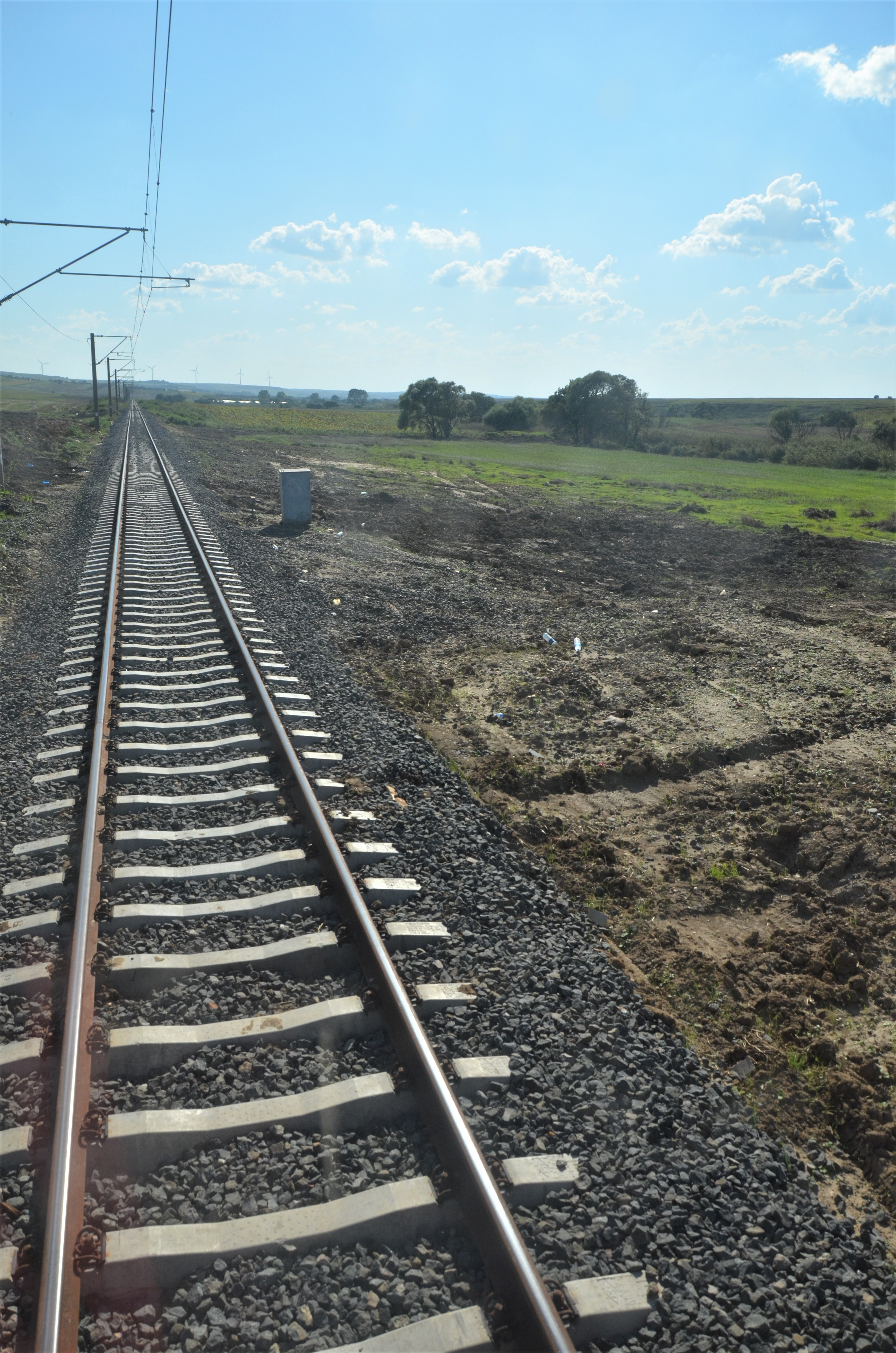
Local de acidente de descarrilamento após obras de recuperação à direita da linha férrea Halkalı, Istambul-Pehlivanköy, Kırklareli

Vários serviços de emergência, incluindo AFAD, UMKE, emergência 112 do Ministério da Saúde e Gendarmeria, chegaram ao local para operações de resgate. A distância mais próxima da rodovia ao local do acidente foi de aproximadamente 3 km (1,9 milhas). Devido ao terreno lamacento resultante das fortes chuvas repentinas, o acesso por veículos rodoviários era impossível. As vítimas foram transportadas para as ambulâncias que esperavam na estrada, usando caixotes dos tratores fornecidos pelos aldeões.
Os veículos rastreados tiveram que ser enviados para o local do acidente. Os passageiros feridos foram transportados para hospitais próximos por ambulâncias e helicópteros. As operações de resgate continuaram a noite toda e foram concluídas às 6:00 horas do dia seguinte.
O reparo da ferrovia começou em 9 de julho. Primeiro, o reator, os dormentes e as faixas danificadas foram renovados de ambos os lados. Após a restauração da pista, os carros capotados e danificados foram removidos em 14 de julho por uma força de trabalho de 30 pessoas, com a ajuda de um guindaste ferroviário. Os carros foram transportados primeiramente para a estação ferroviária de Çorlu em um trem de carga e de lá para a Corporação da Indústria Mecânica e Química (MKE) em İzmit por caminhões.